# Владимирский кремль
Владимирский кремль — древний детинец Владимира-на-Клязьме, располагавшийся в центре холмистой гряды между двумя окольными городами — Ветшаным с восточной стороны и Новым с западной. По наиболее распространённой версии историка Николая Воронина, Владимирский кремль был заложен киевским князем Владимиром Мономахом в начале XII века. Оба окольных города, по версии Воронина, были заложены Андреем Боголюбским. Богородице-Рождественский монастырь, построенный Владимиром Юрьевичем Большое Гнездо в восточной части кремля, в наше время, как единственный обнесённый стеной объект, в обиходе называют Владимирским кремлём, что исторически неточно.

## История
Ещё в начале нашей эры на месте, где Мономах впоследствии основал крепость, существовало финно-угорское поселение. Построенная им крепость неправильной четырёхугольной формы охватывала весь средний участок треугольной гряды, располагающейся при впадении реки Лыбедь в Клязьму. С южной стороны крепость была защищена крутым берегом Клязьмы, с севера — обрывистыми склонами долины Лыбеди, с востока и запада — глубокими оврагами, верховья которых были продлены искусственными рвами, отрезавшими город от остального плато. Данный участок плато позже получил названия Печерний город, Мономахов город или Средний город. Его площадь составляла 36,25 га, а огромные земляные валы по периметру с деревянными стенами, венчавшими гребень, насчитывали в длину 2,5 км.
Детинец домонгольской эпохи был меньше, чем детинец XVI—XVII веков, совпадавший с Печерним городом. В домонгольскую эпоху детинец охватывал лишь южную часть Печернего города и был ограждён от него белокаменной стеной. В нём были построены белокаменные Успенский и Дмитриевский соборы. Белокаменные ворота детинца были, скорее всего, уменьшенной копией владимирских Золотых ворот, являвшихся главным въездом в Новый город. Они просуществовали в виде колокольни до XIX века, и, по-видимому, стали источником стройматериала для строительства новой колокольни Успенского собора.
После смерти Андрея Боголюбского Владимир перенёс семинедельную осаду со стороны Ярополка и Мстислава Ростиславичей, а в 1185 году почти полностью сгорел. Князь Всеволод Большое Гнездо восстановил пострадавшую столицу. В юго-восточной части Печернего города им был основан Богородице-Рождественский монастырь. В 1238 году Владимир был взят монгольским войском.
После Батыева нашествия Владимирский кремль (детинец) расширился и стал соответствовать Печернему городу. Его стены были возобновлены, в отличие от укреплений Нового и Ветшаного городов, которые больше никогда не восстанавливались. С бывшим Новым городом кремль соединяли Торговые ворота, с Ветшаным — Ивановские, с севера в него можно было въехать через Фроловские ворота, с юга — через Тайницкие. Периметр валов Печернего города составлял 2,5 км, а их уцелевшая часть до сих пор имеет высоту 7 м и ширину основания 20 м.  В 1281 и 1293 годах (Дюденева рать) Владимир был вновь опустошён. Ещё одно разорение он пережил в 1382 году во время прихода Тохтамыша. В 1411 году Владимир был разорён внезапным набегом ордынского «царевича» Талыча на службе у Едигея и воеводы Карамышева на службе у нижегородского князя Даниила Борисовича. Этот эпизод показан в фильме Андрея Тарковского «Андрей Рублёв». В 1486 году стены Владимира были отстроены заново по приказу Ивана III. Они были вновь уничтожены пожаром 1491 года, но вскоре вновь восстановлены под руководством дьяка Василия Кулешина. Очередной пожар уничтожил значительную часть крепостной стены в 1536 году. Восстановлением руководил присланный Еленой Глинской зодчий-горододелец Истома Курчев.
В 1609 году Владимирский кремль выдержал осаду сторонниками Лжедмитрия II. В описи 1625—1626 года Владимирский кремль описан как ветхий. На тот момент в нём находилось пять каменных храмов (Успенский собор, Дмитриевский собор, Воздвиженская церковь, собор и трапезная церковь в Рождественском монастыре) и пять деревянных церквей. Административные постройки включали воеводский двор, съезжую и губную избу. В целом, кремль был довольно густо застроен жилыми дворами, коих насчитывалось 170. Среди них был дворы патриарха Филарета, князей Ивана Воротынского, Дмитрия Пожарского и других. Ряд влиятельных монастырей со всей Руси имели здесь свои подворья.
В 1670—1674 годах по указу царя Алексея Михайловича была проведена полная перестройка обветшавшей крепости. Новый кремль имел рубленую стену и тринадцать башен вместо прежних девяти. В 1719 году успевший вновь обветшать Владимирский кремль сгорел и более не восстанавливался. Основная часть валов были срыты в конце XVIII — начале XIX веков. От них в Печернем городе остались лишь Троицкий и Ивановский валы.